# 真颯館高等学校
真颯館高等学校（しんそうかんこうとうがっこう）とは、福岡県北九州市小倉北区中井口にある私立の高等学校。北九州市内を中心に下関市や京築地域からも通学する生徒がいる。旧校名は九州工業高等学校。
1936年に「工業技術者を育成し、地域社会に貢献する。」を建学の理念として設立された。

## 学科
全日制課程
- 機械電気科
- 自動車科
- 情報技術科
- 建築科
- 調理科
- 普通科 普通コース
- 普通科 美術コース

## 沿革
- 1936年 - 九州工学校として設立。
- 1948年 - 九州高等工科学校と改称。
- 1953年 - 九州工業高等学校となる（前年に学校法人九州工業学園設立認可）。
- 1957年 - 筑紫分校を設置（翌年、筑紫工業高等学校（現・筑紫台高等学校）となる）。
- 1967年 - 学校法人九州工業学園が西日本工業大学を設立。
- 1978年 - 学校法人九州工業学園が学校法人西日本工業学園に改称、九州工業高等学校は同法人から分離（学校法人九州工業学園）。
- 1999年 - 真颯館高等学校に改名。

## 出身者
- 北条司（漫画家）
- 久保田篤（タレント）
- 寺岸宏一（写真家）
- 佐藤玖光（元プロ野球選手）
- 山本和生（元プロ野球選手）
- 桑野議（元プロ野球選手）
- 奥宮種男（元プロ野球選手）
- 市橋秀彦（元プロ野球選手）
- 松尾裕二（元プロ野球選手）
- 高木渉（元プロ野球選手）
- 吉田博之（JR九州硬式野球部監督）
- 武居邦生（元国士舘大学硬式野球部監督）

## アクセス
- 九州旅客鉄道（JR九州）九州工大前駅・西小倉駅
- 西鉄バス北九州真颯館高校・中井口バス停

## 周辺
- 北九州市立北小倉小学校